# تعاطي المنشطات في كرة القدم
لا يرتبط استخدام عقاقير تحسين الأداء في كرة القدم على نطاق واسع بالرياضة بسبب نقص الأدلة، على عكس الرياضات الفردية مثل ركوب الدراجات ورفع الأثقال وألعاب المضمار والميدان. مثل معظم الرياضات الجماعية رفيعة المستوى، تعاني كرة القدم من تعاطي المخدرات الترفيهي، وكانت حالة دييغو مارادونا والكوكايين في عام 1991 أفضل مثال معروف.
يبدو أن معدل استخدام عقاقير تحسين الأداء («المنشطات») في كرة القدم منخفض. ومع ذلك، يبدو أن هناك حاجة إلى تعاون وثيق ومزيد من التحقيق فيما يتعلق بالمواد المحظورة وطرق الكشف وجمع البيانات في جميع أنحاء العالم.

## الجمعيات الدولية

### اتحاد كرة القدم
في الفترة التي تسبق نهائيات كأس العالم لكرة القدم 2006، صدق كونغرس FIFA على قانون الوكالة العالمية لمكافحة المنشطات (WADA)، باعتباره آخر الرياضات الأولمبية التي وافقت على «مكافحة المنشطات». يطبق فيفا الحد الأدنى من الحظر لمدة عامين على المخالفين لأول مرة، على الرغم من وجود استثناءات. عندما يتمكن لاعب متهم بالمنشطات من إثبات أن المادة لم تكن تهدف إلى تحسين الأداء، يمكن لفيفا تقليل العقوبة إلى تحذير في المخالفة الأولى، وإيقاف لمدة عامين لارتكاب جريمة ثانية وإيقاف مدى الحياة في حالة التكرار.
في عام 2014، تم تقديم جواز السفر البيولوجي في كأس العالم 2014 : تم تحليل عينات الدم والبول من جميع اللاعبين قبل المنافسة ومن لاعبين لكل فريق ولكل مباراة من قبل المختبر السويسري لتحليلات المنشطات.

### اليويفا
منذ إدخال مسابقات الكونفدرالية في موسم 1955-56، تم تطبيق ضوابط الاتحاد الأوروبي لمكافحة المنشطات فقط في المباريات النهائية إذا اعتبر الاتحاد الأوروبي ذلك ضروريًا. منذ موسم 1987-1988، أصبحت تلك الضوابط إلزامية ومنهجية في جميع مراحل البطولات، وحتى يتم تنفيذها دون إشعار مسبق للفرق التمثيلية على مستوى النادي والمستوى الدولي.
أعلن الاتحاد الأوروبي لكرة القدم عن ثلاث حالات تعاطي منشطات لمسابقاته في موسم 2006-07، أي أقل بأربع حالات عن الموسم السابق. أدت الاختبارات الثلاثة الفاشلة إلى اختراق حالتين من الحشيش وواحدة لتركيز عالي من بيتاميثازون في أحد التصفيات المؤهلة لبطولة UEFA Euro 2008. في 2006-2007، أجرى الاتحاد الأوروبي لكرة القدم 1662 اختبارًا داخل وخارج المسابقات، بما في ذلك 938 لاعباً تم اختبارهم على مادة المنشطات الدموية إيبو.

## الحالات الفردية والبرامج حسب الدولة

### ألبانيا
تم إيقاف مدافع بيسا ألبان دراغوشا لمدة 24 شهرًا من قبل الاتحاد الأوروبي لكرة القدم بعد إخفاقه في اختبار في 19 يوليو 2007 لتركيز عالٍ من مستقلبات الناندرولون بعد مباراة في كأس الاتحاد الأوروبي في بلغراد.

### الأرجنتين
يمكن القول إن أكثر حالات تعاطي المنشطات شهرة في كرة القدم العالمية هي حالة دييغو مارادونا في نهائيات كأس العالم لكرة القدم 1994 في الولايات المتحدة، والذي تم إيقافه فورًا وفُرض عليه عقوبة لمدة 18 شهرًا بسبب تناوله الإيفيدرين. تم إيقاف مارادونا أيضًا لمدة 15 شهرًا في عام 1991 بعد فشل اختبار المنشطات للكوكايين أثناء اللعب لنابولي في إيطاليا.

### أستراليا
في كانون الثاني (يناير) 2007، فشل ستان لازاريديس، الذي كان يلعب لصالح بيرث غلوري، في اختبار عقار لأدوية الثعلبة التي تُصرف بوصفة طبية، والتي تم حظرها بسبب قدرتها على إخفاء المواد الأخرى التي تعزز الأداء. وقد أدانته هيئة مكافحة المنشطات الرياضية الأسترالية وأوقفته كرة القدم لمدة 12 شهرًا. لم يأخذ المادة المحظورة لإخفاء عقار لتحسين الأداء ولكن لأغراض علاجية مشروعة على النحو الذي يحدده طبيبه. ومع ذلك، رأت المحكمة أن انتهاكًا لمكافحة المنشطات قد حدث وأمرت اللاعب غير المؤهل للعب لمدة 12 شهرًا، بأثر رجعي إلى تاريخ فشل الاختبار.

### شرق ألمانيا
على عكس الرياضات الأخرى في جمهورية ألمانيا الديمقراطية السابقة، لم يكن لدى كرة القدم برنامج منشطات تديره الحكومة بسبب حقيقة أن كرة القدم لم تكن ناجحة دوليًا بما يكفي لتبرير النفقات. تم إجراء المنشطات بشكل متقطع في كرة القدم ومن عام 1985، تم إجراء اختبارات المنشطات لمنع هذه الممارسة. اتهم مانفريد هوبنر، رئيس قسم الطب الرياضي بألمانيا الشرقية، دينامو برلين و1. إف سي لوك لايبزيغ من تعاطي المنشطات. وفقًا لبيانه، في أكتوبر 1983، عندما سافر الفريقان إلى الخارج لمباريات كأس أوروبا، كشف اختبار عن آثار عالية للأمفيتامين والميثامفيتامين في 13 من أصل 19 لاعباً من دينامو، تمت إدارتهم قبل يومين إلى ثلاثة أيام فقط. في لاعبي Lok، تم العثور على آثار طفيفة فقط وعلى بعض اللاعبين فقط. فالكو جوتز، لاعب دينامو سابق ومدير لاحق في البوندسليجا لهيرتا برلين و1. نورنبرغ، نفى أي معرفة نشطة لكنه اعترف بأنه تم إعطاؤه مواد معلنة أنها فيتامينات في وقت نشاطه مع النادي.

### إنكلترا

#### برامج الاختبار في إنجلترا
حتى الآن، فشل لاعب واحد فقط في الدوري الإنجليزي الممتاز في اختبار لاستخدام عقاقير محسّنة للأداء في مباراة بالدوري. وفقًا لبيان صادر عن أحد مسؤولي أخذ العينات المستقلين (ISO) في يوكيه سبورت، «إذا علم النادي مسبقًا أننا قادمون، واشتبه النادي في أحد لاعبيه، فإنهم يمنعونه من التدريبات ولا يظهر اسمه في القائمة التي أعطيت لي». في موسم 1999-2000، كان المختبرين حاضرين فقط في 32 مباراة من بين أكثر من 3500 مباراة في الدوري، وأخذوا عينات من لاعبين من كل جانب. مقارنة بالرياضات الأخرى في المملكة المتحدة، مثل الكريكيت أو ركوب الدراجات أو ألعاب القوى، تقل احتمالية اختبار لاعبي كرة القدم كثيرًا. ومن القضايا البارزة حالة ريو فرديناند، الذي فاته اختبار المخدرات في سبتمبر 2003 ووجد نفسه يعاقب على ذلك، وتم حظره لمدة ثمانية أشهر.
في يوليو 2009، أجرى اتحاد كرة القدم محادثات مع الوكالة العالمية لمكافحة المنشطات (WADA) بشأن اقتراح اتحاد كرة القدم للامتثال لقانون الوكالة العالمية لمكافحة المنشطات الدولي لمكافحة المنشطات (كما فعلت الرياضات الأخرى في المملكة المتحدة مثل الرجبي والجولف والتنس). كان اتحاد الكرة في ذلك الوقت تحت ضغط من منظمات بما في ذلك الرياضة في المملكة المتحدة ورياضة إنجلترا للامتثال للقواعد وطرح أول 30 لاعباً من المنتخب الإنجليزي للاختبار.
يتعامل النزاع مع القواعد المحيطة بلاعبي كرة القدم في مجموعة الاختبار: هل يجب على لاعبي كرة القدم إجراء اختبار تعاطي المخدرات في أيام محددة عشوائيًا (لذلك يجب على الرياضيين تحديد مكان وجودهم لمدة ساعة كل يوم) كما هو الحال في الرياضات الأخرى المتوافقة مع الوكالة العالمية لمكافحة المنشطات، أو يجب إجراء الاختبار فقط لكل منهم أسبوع في تدريب النادي؟

#### إنجلترا
في موسم 2002–03، تم تسريح حارس مرمى روشدين ودايموندز بيلي تورلي بمجرد تحذير بعد أن وجد أنه تناول عقار الناندرولون المنشطة. تم إيقافه لاحقًا لمدة ستة أشهر لإخفاقه في اختبار الكوكايين، والذي يعتبر مخدرًا ترفيهيًا، وأصبح اللاعب الوحيد حتى الآن الذي تم حظره بعد مباراة في الدوري المحلي.
تم منع أبيل كزافييه لاعب ميدلسبره في نوفمبر 2005 من ممارسة كرة القدم لمدة 18 شهرًا من قبل الاتحاد الأوروبي لكرة القدم بسبب تناوله المنشطات بعد فشله في اختبار ديانابول بعد مباراة في كأس الاتحاد الأوروبي في 29 سبتمبر 2005. إنه أول لاعب في تاريخ الدوري الإنجليزي الممتاز يتم حظره لاستخدامه مواد تعزز الأداء، على عكس العقاقير الترويحية.
تم حظر أدريان موتو من تشيلسي بعد أن فشل في اختبار الكوكايين في موسم 2003-2004. تم حظره لمدة سبعة أشهر ثم أطلق سراحه من قبل تشيلسي.
في عام 2016، بعد مباراة في الدوري الأوروبي، زُعم أن مامادو ساكو لاعب ليفربول تعاطى عقارًا محظورًا لحرق الدهون. ومع ذلك، في تحقيق لاحق، اختار الاتحاد الأوروبي لكرة القدم رفض جميع التهم.

### فرنسا
قال جان جاك إيديلي، الذي لعب لمارسيليا في الفوز النهائي 1-0 على ميلان في ميونيخ في نهائي دوري أبطال أوروبا 1993، في مجلة ليكيب في يناير 2006، إنه تلقى هو والعديد من زملائه الحقن قبل المباراة، مما يعني ضمناً المنشطات مع سبق الإصرار. اتخذ برنارد تابي، رئيس نادي مارسيليا السابق، إجراءات قانونية بشأن المقالات التي تشير إلى تعاطي المنشطات للاعبين.

### ألمانيا
اتهم بيتر نيورورر، مدرب في الدوري الألماني، لاعبي ناديه السابق شالكه 04 بتعاطي المنشطات، زاعمًا أن جميع اللاعبين تقريبًا في النادي في أواخر الثمانينيات أخذوا الكبتاغون، وهو مادة غير قانونية في معظم البلدان، بما في ذلك ألمانيا. وأكد ينس ليمان، الذي كان حينها لاعبًا شابًا في النادي، هذه المزاعم. طلب الاتحاد الألماني لكرة القدم من شركة نوريير الكشف عن أسماء اللاعبين المتورطين في المنشطات. شالكه نفى 04 هذه المزاعم. اعترف طبيبان سابقان في فريق أينتراخت براونشفايغ بإعطاء الكبتاغون للاعبي النادي في السبعينيات والثمانينيات.
أصر مدرب المنتخب الوطني الألماني يواكيم لوف على أنه لم ير قط مثالاً على تعاطي المخدرات في كرة القدم الألمانية.
تم إجراء اختبارات المنشطات في الدوري الألماني منذ عام 1988، وبعد مباريات مختارة، يتم اختيار لاعبين بشكل عشوائي لتقديم عينة بول. في موسم 2006-07، أجريت الاختبارات بعد 241 مباراة من أصل 612 مباراة في دوري الدرجة الأولى والثانية. منذ عام 1995، تم اتهام 15 لاعبًا من دوري الدرجة الأولى والثاني في الدوري الألماني بارتكاب جرائم تعاطي المنشطات.

### إيطاليا
في الدوري الإيطالي، تم إيقاف مانويل بلاسي لاعب بارما بعد فشل اختبار الناندرولون في سبتمبر 2003.
وفقًا لصحيفة جازيتا ديلو سبورت، فإن وفاة أربعة لاعبين سابقين في فيورنتينا على مدار الـ19 عامًا الماضية كانت مريبة. توفي بينو لونغوني عن عمر يناهز 63 عامًا بعد إصابته بمرض تنكسي لا رجعة فيه أدى إلى تضييق الشرايين في دماغه. توفي برونو بياتريس بسرطان الدم عام 1987 عن 39 عامًا ؛ توفي نيلو سالتوتي بعد إصابته بنوبة قلبية عام 2003 عن عمر يناهز 56 عامًا. وتوفي أوغو فيرانتي في نوفمبر 2004 بسرطان اللوزتين عن عمر يناهز 59 عامًا. زعمت الصحيفة الإيطالية أن أمراضهم قد تكون سببها كورتكس وميكورين، وهي عقاقير زُعم أنها كانت تدار من قبل الطاقم الطبي في فيورنتينا في السبعينيات. ومع ذلك، قال المدعي العام في تورينو رافاييل جيارينييلو، الذي قاد معركة إيطاليا ضد تعاطي المخدرات في الرياضة منذ عام 1998، من دون أدلة دامغة مزاعم صحيفة جازيتا الصورة أن وفاة قد تكون مرتبطة المنشطات كان الافتراض.

### إسبانيا
تزعم صحيفة لوموند الفرنسية أنه أثناء التحقيق في عملية بويرتو، تم العثور على توثيق شامل حول «خطط التحضير الموسمية» لريال مدريد وبرشلونة، والتي تتضمن تدوينات تشير إلى ممارسات تعاطي المنشطات. تشير المصادر إلى أنه من بين 200 رياضي متورط في عملية بويرتو، كان ما يقرب من 50 من راكبي الدراجات (بما في ذلك أسماء بارزة مثل إيفان باسو وتايلر هاميلتون ) وكان الـ 150 الباقون من رموز رياضية أخرى، بما في ذلك كرة القدم. لم يتم ملاحقة لاعبي كرة القدم في التحقيق، مما أدى إلى مزاعم ازدواجية المعايير بين الرياضات.

## روابط خارجية
- برنامج اختبار المخدرات FA (2003)
- المدونة العالمية لمكافحة المنشطات - قائمة الممنوعات لعام 2008